# États généraux de 1363
Les états généraux de 1363 sont une session des états généraux convoqués à Amiens par le dauphin de France Charles en l'absence du Jean II le Bon, prisonnier à Londres.
Ce sont des états généraux de langue d'oïl, c'est-à-dire de la moitié nord du royaume de France, l'autre moitié étant « représentée » par les états généraux de langue d'oc.

## Thèmes abordés

### Les états et l'impôt royal
Comme à l'accoutumée, ces états, généralement peu opposés au dauphin et à sa politique, votent l'impôt, notamment la gabelle du sel, renouvellent le fouage et prolongent les aides. Le fouage est le rachat du service militaire normalement dû par tout homme libre du royaume, proportionnellement à la valeur du service perdu, c'est-à-dire que le fouage d'un paysan peu expérimenté est moindre que celui d'un noble, supposé excellent au maniement des armes. Les aides constituent la taxe seigneuriale que les dépendants versent à leur suzerain, normalement destinées aux « quatre cas » (l'adoubement du fils, le mariage de la fille, la rançon du seigneur prisonnier et son départ à la croisade). 
Ces impôts sont généralement votés pour un an, et renouvelés par un nouveau vote des États généraux l'année suivante.

### L'exemption d'impôts de la noblesse
L'originalité de ces votes réside dans l'exemption dont bénéficient les nobles pour la première fois. Auparavant, ils étaient ceux qui payaient le plus de ces impôts, puisqu'ils avaient le plus de moyens. 
Or, la noblesse se trouve ruinée par les déboires de la guerre de Cent Ans, étant régulièrement défaite, capturée et rançonnée par la redoutable armée du roi d'Angleterre, Édouard III, comme par exemple à la bataille de Crécy en 1346, ou plus récemment à la bataille de Poitiers de 1356. Ladite armée anglaise est redoutable car très rapide, mobile et elle mène une guerre de chevauchée, sous le commandement du roi lui même (chevauchée d'Édouard III) puis de son fils héritier (chevauchée du Prince Noir). Pour la contrer, le moyen le plus efficace serait de reconstruire, restaurer les anciennes fortifications des villes et châteaux pour abriter les populations et les biens. Puisque l'armée anglaise ne se dote pas de capacités de siège avant le XVe siècle, elle serait incapable de les inquiéter. 
Ainsi, l'exemption d'impôts concédée par les états généraux ne devait que permettre aux nobles de dédier toutes les finances à la fortification du royaume et donc à sa protection contre les Anglais.